# Fort de la Repentance
Le fort de la Repentance est un ouvrage militaire français situé sur l'Île de Porquerolles (Var), il a été édifié au XIXe siècle. C'est aujourd'hui un monastère orthodoxe.

## Histoire du fort
En 1859 le commandant Millot, chef de bataillon du Génie, rapportait que «La possession des îles de Porquerolles et de Port-Cros est indispensable à l’ennemi pour l’occupation paisible des deux rades et pour l’établissement de ses déports, ses magasins et hôpitaux. Les ouvrages créés ou à créer doivent pouvoir s’opposer à un débarquement sur ces îles et sur la presqu’ile».
Aussi, en 1874 la commission spécialisée du Comité de défense des côtes, créée en 1872 et présidée par le général Séré de Rivières, proposa d’édifier un fort sur l’île de Porquerolles. Le débroussaillement et la levée de terrain de la Repentance commencèrent en 1880.
En 1881 on confirma la proposition  de construire le « fort de Repentance ». Il serait  armé de neuf canons de 190 mm, pour battre la rade de Porquerolles et le sud de la rade d'Hyères. L’approbation fut signée le 24 août de la même année.
La construction des ouvrages débuta en 1882 sous la responsabilité du capitaine Marinier. Le projet évolua vers la construction de deux batteries semi-enterrées, armées de 4 pièces de 240 mm chacune, la batterie de Repentance nord et de Repentance centre. La construction se poursuivit en 1883. Les ouvrages furent traités en batteries fermées avec fossé flanqué par des bastionnets pour tenir compte de l’isolement. La batterie du centre comportait 4 pièces de 240 mm avec abri traverse central, magasin à poudre enterré, cuisine citerne et boulangerie. Elle servait de base de vie pour toute la position.
En 1885 l’apparition de l’obus torpille, engin  en acier chargé d’explosif chimique, remit en cause la valeur des fortifications. On construisit une batterie en 1888. Celle-ci comportait 6 pièces de 95 mm de côte sur position en maçonnerie et béton armé. En 1894 on initia des travaux de creusement dans les deux batteries de magasin à poudre sous roc pour protéger les munitions.
Le 20 janvier 1989, le fort a été inscrit au titre des monuments historiques.

## Conversion en monastère
La communauté monastique orthodoxe roumaine de la paroisse Jean Cassien d'Aix-en-Provence a repris le fort pour en faire un monastère.  Représentée par le père Vasile, lui même succédant au père Séraphin, elle a mis en œuvre les travaux de restauration du bâtiment,. Celui-ci est devenu désormais le monastère « Sainte-Marie du Désert ».